# Charles Van den Borren
Charles Van den Borren (Ixelles, 17 novembre 1874 – Uccle, 14 gennaio 1966) è stato un musicologo belga.
Fu musicologo, specialista della musica barocca e professore di Storia della musica.

## Biografia
Charles Van den Borren si laureò in giurisprudenza nel 1897 a Bruxelles, ma la sua passione per la musica lo condusse ad abbandonare già nel 1905 la professione forense per dedicarsi allo studio della tecnica musicale.
Fu allievo di Arnold Dolmetsch ma studiò privatamente anche con Ernest Closson (1870–1950) e allo stesso tempo si addentrò nella musicologia e nella Storia della Musica come autodidatta, divenendo uno specialista della musica barocca.
Nel 1919 entrò nel Conservatorio di Bruxelles come bibliotecario, e vi rimase sino al 1940. Al tempo stesso, nel 1927, grazie alla sua accuratissima e ormai nota preparazione, fu chiamato dalle Università di Liegi e di Bruxelles ad insegnare Storia della Musica. Insegnò sino al 1945.
Nel 1927 venne nominato membro associato, e quindi due anni dopo membro effettivo, dell'Accademia reale del Belgio. Assieme al genero fondò l'ensemble Pro musica antiqua. Nel 1946 fu eletto presidente della Società belga di Musicologia.
Van den Borren sposò Madeleine Rolin (1879–1966). La loro figlia, Marianne, sposò a sua volta il musicologo e direttore d'orchestra americano Safford Cape che risiedeva a Bruxelles.
Charles Van den Borren morì a Uccle nel gennaio del 1966, poco dopo sua moglie, all'età di 91 anni.

## Opere
- 1907 - L'Œuvre dramatique de César Franck: Hulda et Ghiselle - Schott Frères, Bruxelles -  archive.org.
- 1912 - Le Origines de la musique de clavier en Angleterre - (FR) Charles Van den Borren, Les Origines de la musique de clavier en Angleterre, Bruxelles, Librairie des deux mondes, 1912.
- 1914 - Les musiciens belges en Angleterre à l'époque de la Renaissance -  archive.org.
- 1914 - Les Origines de la musique de clavier dans les Pays-Bas jusqu'en 1630 - Librairie des deux mondes, Bruxelles -  archive.org.
- 1914 - Les Débuts de la musique à Venise - Librairie des deux mondes, Bruxelles
- 1920 - Orlande de Lassus - F. Alcan, Parigi
- 1921 - Alessandro Scarlatti et l'esthétique de l'opéra napolitain - (FR) opera collettiva, Alessandro Scarlatti et l'esthétique de l'opéra napolitain, in La Renaissance d'Occident, IV, Parigi, 1921, OCLC 601391246, bnf:31529754 .
- 1924 - Le Manuscrit musical 222 C22 de la bibliothèque de Strasbourg
- 1925 - Guillaume Dufay - Marcel Hayez, Bruxelles
- 1932 - Polyphonia sacra - Londra
- 1932 - Hugo et Arnold de Lantins - Société liégeoise de musique, Liegi
- 1941 - Études sur le XVe siècle musical - De Nederlandsche Boekhandel, Anversa
- 1942 - Peter Benoît - Office de publicité, Bruxelles
- 1943 - Roland de Lassus - La Renaissance du livre, Bruxelles
- 1948 - Geschiedenis van de Muziek in de Nederlanden. Vol. I - De Nederlandsche Boekhandel, Anversa
- 1950 - César Franck - La Renaissance du livre, Bruxelles
- 1950 - Pièces polyphoniques profanes de provenance liégeoise, XVe siècle. Arnold de Lantins, Hugo de Lantins et Johannes Franchois - Trascritte e commentate da Charles Van den Borren, Éditions de la Librairie encyclopédique, Bruxelles
- 1950 - La Musique en Belgique. Étude collective sous sa direction et celle d'Ernest Closson, La Renaissance du Livre, Bruxelles
- 1951 - Geschiedenis van de Muziek in de Nederlanden. Vol. II - De Nederlandsche Boekhandel, Anversa
- 1957 - Missa Tornacensis

## Onorificenze
- Nominato Grande Ufficiale dell'Ordine di Leopoldo.
- Insignito dell'Ordine della Corona del Belgio